# Bananarama
Bananarama er en engelsk pigegruppe, som siden 1982 har haft stor succes på hitlisterne. Gruppen blev dannet i London i 1981.
Gruppen har gennem tiderne haft skiftende besætning, men havde størst succes som en trio bestående af Siobhan Fahey, Keren Woodward og Sara Dallin. 
I 1988 kom gruppen i Guinness Rekordbog som den pigegruppe der har haft flest hitlistesingler i historien.